# Władysława Hoszowska
Władysława Hoszowska z domu Tatara, zw. Tatarzanką (ur. 22 czerwca 1893 w Grzechyni, zm. 10 listopada 1970 w Zakopanem) – polska pedagożka, publicystka i pisarka. 

## Życiorys

### Życie prywatne
Była córką Jana Kantego Tatara, nauczyciela i kierownika szkoły ludowej, działacza Stronnictwa Ludowego i Polskiego Stronnictwa Ludowego, oraz Heleny z domu Myszal. Przyszła na świat w wielodzietnej rodzinie. Miała dziewięcioro rodzeństwa. Jej dziadek Andrzej Myszal był nauczycielem i kierownikiem szkoły ludowej, działaczem oświatowym i kulturalno-społecznym. Ojciec przez 32 lata pracował we wsiach galicyjskich jako nauczyciel ludowy, włączając się czynnie w szerzenie spółdzielczości na wsi.
W Równem, gdzie Władysława Tatara pracowała jako okręgowa wizytatorka szkół średnich ogólnokształcących, poznała swojego przyszłego męża Edwarda Hoszowskiego (1886–1950), dyrektora Państwowego Gimnazjum im. Tadeusza Kościuszki w Łucku, a później dyrektora Państwowego Gimnazjum im. Adama Mickiewicza w Warszawie. W 1931 przyszedł na świat ich syn Ryszard Hoszowski.

### Edukacja i kariera zawodowa
W 1913 Tatarzanka ukończyła 8-klasowe Gimnazjum Klasyczne im. Królowej Jadwigi w Krakowie. W latach 1914–1915 studiowała na Akademii Handlowej, a w latach 1913–1917 na Wydziale Filozoficznym Uniwersytetu Jagiellońskiego.
Po studiach podjęła pracę nauczycielki języka polskiego i historii w Gimnazjum Realnym Heleny Kaplińskiej. Następnie pracowała w gimnazjum realnym w Zakopanem. W 1920 zdała egzamin doktorski z historii i języka polskiego, a następnie objęła posadę nauczycielki języka polskiego, historii i łaciny w gimnazjum męskim w Toruniu. Krótko później została zatrudniona jako nauczycielka historii w nowo powstałym Państwowym Seminarium Męskim w Toruniu. Jeszcze w tym samym roku, we wrześniu, została dyrektorką gimnazjum realnego żeńskiego i liceum niemieckiego w Toruniu. 
Angażowała się w życie kulturalne miasta, współpracując z czasopismami ludowymi. W „Słowie Pomorskim” umieszczała artykuły i recenzje teatralne. Gdy we wrześniu 1921 ukazał się pierwszy numer miesięcznika „Ilustracja Polska” z redakcją i administracją w Toruniu, opublikowała w nim fragment swojej powieści Biała Ksieni. 
W 1921, po wyjeździe z Torunia, zamieszkała w Mińsku Mazowieckim, gdzie została przełożoną prywatnej Szkoły Handlowej Żeńskiej i Gimnazjum Żeńskiego. W 1924 została wybrana, jako przedstawicielka szkół średnich, na przewodniczącą Dozoru Szkolnego. Stanowiska przewodniczącej i członkini Dozoru Szkolnego zrzekła się z powodu wyjazdu z Mińska. Z dniem 1 września 1925 MWRiOP mianowało ją dyrektorką Państwowego Żeńskiego Seminarium Nauczycielskiego im. Marii Konopnickiej w Sosnowcu. W 1929 została radczynią przydzieloną do Kuratorium Okręgu Szkolnego Wołyńskiego w Równem. W 1930 awansowała na okręgową wizytatorkę szkół średnich ogólnokształcących. Na początku 1931 została przeniesiona na równorzędne stanowisko do MWRiOP w Warszawie. 
W 1933 wróciła do czynnej pracy w szkolnictwie, obejmując stanowisko przełożonej Państwowego Gimnazjum i Liceum im. Klementyny Hoffmanowej w Warszawie. „Pod jej dyrekcją szkoła im. Klementyny Hoffmanowej, dzięki wysokiemu poziomowi naukowemu i wychowawczemu, stała się w Warszawie jedną z najlepszych wśród szkół ogólnokształcących” – pisał Kazimierz Przybyszewski. Szczególnie szerzyła ideę spółdzielczości. Poza tym została przewodniczącą Komisji Kształcenia i Wychowania Spółdzielczego przy Spółdzielczym Instytucie Naukowym. Publikowała artykuły w prasie spółdzielczej. 

### II wojna światowa i powojnie
Budynek Gimnazjum i Liceum im. Klementyny Hoffmanowej mieścił się w narożniku ulic Marszałkowskiej i Henryka Sienkiewicza, jednak boczne wejście znajdowało się od ulicy Zgoda 15. W budynku znajdowało się mieszkanie Hoszowskiej – tu, dzięki bocznemu wejściu, przez całą wojnę odbywały się spotkania konspiracyjne, w tym pierwsze założycielskie spotkanie (8 grudnia 1939) przedstawicielstwa pięciu istniejących przed wojną organizacji nauczycielskich. Utworzono z nich międzystowarzyszeniową Komisję Porozumiewawczą Organizacji i Stowarzyszeń Nauczycielskich. W skład komisji, jako jedna z jej założycielek, weszła Hoszowska, reprezentując Stowarzyszenie Dyrektorów Szkół Państwowych. W jej mieszkaniu miał też siedzibę tajny Departament Oświaty i Kultury Delegatury Rządu powołany latem 1940. W 1942 Hoszowska weszła w skład rozszerzonego Prezydium Tajnej Organizacji Nauczycielskiej. Była członkinią i jednocześnie przewodniczącą Komisji Programowej TON. Prowadziła Wydział Kształcenia Kobiet w centrali Ludowego Związku Kobiet. W czasie powstania warszawskiego zniszczono szkołę, w tym jej mieszkanie i jej dobytek.
Po 1945 poświęciła się pracy w ZNP. W latach 1946–1948 była wiceprezeską Zarządu Głównego ZNP. Należała do powołanej przez Zarząd Związku Komisji Kształcenia i Wychowania Spółdzielczego. Jednocześnie w latach 1949–1957 uczyła w Państwowym Liceum dla Pracujących. W latach 1958–1965 współpracowała ze Spółdzielczym Instytutem Badawczym. W rezultacie Centrala Rolnicza Spółdzielni wydała jej książkę Rola nauczyciela w rozwoju ruchu spółdzielczego w Polsce w latach 1918–1958. Na zlecenie Instytutu Pedagogiki w Warszawie napisała książkę Wychowawcza funkcja spółdzielni uczniowskiej.
Zmarła nagle w Zakopanem, gdzie, według własnego życzenia, została pochowana.

## Wybrana twórczość
- 1921: Biała Ksieni
- 1932: Idea spółdzielczości w gospodarczo-społecznym wychowaniu młodzieży w Polsce[2]
- 1957: Opowiadania z dziejów Polski część I
- 1957: Opowiadania z dziejów Polski część II[3]
- 1965: Rola nauczyciela w rozwoju ruchu spółdzielczego w Polsce w latach 1918 –1958
- 1967: Wychowawcza funkcja spółdzielni uczniowskiej[2]

## Odznaczenia
Za zasługi w pracy społecznej i oświatowej została odznaczona Krzyżem Kawalerskim Orderu Odrodzenia Polski, Złotą Odznaką ZNP i Odznaką Miasta Stołecznego Warszawy.